# Odozana decepta
Odozana decepta là một loài bướm đêm thuộc phân họ Arctiinae, họ Erebidae.